# سكوركولا مارسيكانا
سكوركولا مارسيكانا (بالإيطالية: Scurcola Marsicana)‏ هي بلدية في مقاطعة لاكويلا في إقليم أبروتسو الإيطالي.

## السكان
في سنة 1861 بلغ عدد السكان 3٬043 نسمة، وتطور العدد ليصل في سنة 2011 لـ 2٬762 نسمة.
يظهر هذا المخطط البياني تطور النمو السكاني لـ سكوركولا مارسيكانا

## توأمة
لسكوركولا مارسيكانا اتفاقيات توأمة مع:
- باساو